# Список дворянских родов Черниговской губернии
Список дворян Черниговской губернии — официальное печатное издание Черниговского дворянского депутатского собрания, которое содержит список дворянских фамилий и лиц, время причисления их к дворянству с указанием их предков. Эти данные приводятся на основании многотомной Родословной книги дворян Черниговской губернии, которая велась предводителями дворянства по годам и алфавиту с 1785 года.

## Содержание Списка дворян Черниговской губернии
Родословная книга разделяется на шесть частей. В первую часть вносились «роды дворянства жалованного или действительного»; во вторую часть — роды дворянства военного; в третью — роды дворянства, приобретённого на службе гражданской, а также получившие право потомственного дворянства по ордену; в четвертую — все иностранные роды; в пятую — титулованные роды; в шестую часть — «древние благородные дворянские роды».

## Алфавитный список дворян, внесённых в родословную книгу Черниговской губернии

### I часть
- Абрамовичи, Адасевичи-Левковичи-Галковские, Арандаренки.
- Богомольцы, Божичи, Борисенки, Бороздны, Булацели, Бурые, Бутовичи, Бялопольские.
- Велентеи, Велинские, Винницкие, Виноградские, Виридарские, Вишневские, Власенки, Высоцкие.
- Галузевские, Гладкие, Голяховские, Грановские, Гриневичи, Гудим-Месенцовы.
- Даниловичи, Даровские, Демешки, Демешкевичи-Загорянские (Ольшанские), Демидовские, Добровольские, Донцовы-Стефановичи, Дорошенки, Дзевановские, Думницкие.
- Запольские, Злотковские, Зоричи, Зиневичи.
- Иваницкие-Василенки, Ильенки.
- Каминские, Каневские-Оболонские, Карачевские-Волк, Каталеи, Кириленки, Клечановские, Климченки-Дорошенко, Клобуковы, Козачки, Кондратовские, Корзуны, Корничи, Коробки, Корсакевичи, Корчак-Котовичи, Косачи, Кочаневские (Коченевские), Красовские, Курило, Курские, Кушакевичи.
- Ладомирские, Ледванские, Линтваревы, Липницкие, Лобко-Лобановские, Лясковские-Тендетниковы.
- Носенки, Неговские.
- Овсеенки, Огинские, Огиевские, Опатовичи, Орлики-Майбороды, Отвиновские.
- Подольские, Подосинниковы, Позняковы, Пржеволоцкие, Проценки, Прутченки.
- Фон-Раабен, Радичи, Родзевичи, Росовские, Ротмистровы, Рубахи, Русобтовские-Могилянские.
- Савицкие, Савичи, Савченко-Бельские, Самоквасовы, Самчевские, Саханские, Семёновы, Силичи, Скугар-Скварские, Соболевские, Солодкие-Солодковские-Кабаны, Статкевичи, Стеблины, Стоши-Жукевичи, Ступачевские.
- Тарасевичи, Тарасовы, Терешкевичи, Терещенки, Тычины.
- Унгерманы.
- Филоновичи.
- Хитуны, Ходоровские, Хоецкие, Хоменки.
- Чеканы, Чернушевичи, Чернявские, Чесноки, Чудновские, Чуйкевичи.
- Шихуцкие, Шкред-Хмелевские, Шкуры, Шульцы.
- Юркевичи, Юскевичи.
- Яновы, Янушевичи, Янушевские, Яровые, Ясновские.

### II часть
- Адамовичи, Адасовские, Аквиловы, Аксютовы, Александеры, Александровичи, Алексеевы, Алексеевцевы, Аманшины, Аммосовы, Андреевичи, Андреевские, Андриановы, Андриевские, Андрушевские Анисимовы, Антоненки, Антоновичи, Антоновичи-Аверковы, Апарины, Аредановы, Аристовы, Армашевские, Артюховы, Аршавы, Аршаницы, Аршуковы, Атопковы, Афанасьевы, Афендики.
- Бабанины, Бабенки, Багины, Бодровы, Базилевичи, Базилевич-Княжиковские, Бакаевы, Бакланы, Баклашевы, Барановские, Баратовы, Басовичи, Батоги, Батурские, Бахматские, Бахмацкие, Бахметьевы, Безлюдные, Безпалые, Безпаловы, Безпечниковы, Белозерские, Бенецкие, Бенсоны, Березовские, Бесчасновы, Бебенки, Бибиковы, Блажевичи, Бобриковы, Бобровские, Бобыри, Богаевские, Богдановичи, Богинские, Боголюбцовы, Богомоловы, Богомольцы, Богуславские, Бойко, Болдуки, Божковы, Божко-Божинские, Бонч-Осмоловские, Блохины, Бордовские, Бориспольцы, Борсуки, Борщевские, Бранты, Бредихины, фон-дер Бриген, Бринкен, фон-дер Бринкены, Броведовские-Бровки, Бродовичи, Бродовские, Буды, Буки, Буличи, Буравцовы, Бурачки, Бурые, Буряки, Быковы, Быковские, Белановские, Белецкие, Белецкие-Носенки, Беловодские, Беловы, Бельченки.
- Валиовачи, Вальтеры, Варава, Варзары, Василевские, Василенки, Васильевы, Васюхновы, Велентеевы, Велигорские, Веселовские, Вербицкие, Верзуны-Фёдоровы, Верехи, Вериги, Верховские, Виницкие, Виноградовы, Виридарские, Вислогурские, Витке, Витковичи, Вишневецкие, Вишневские, Владимировы, Власко, Водопьяновы, Возненковы, Войновы, Володковские, Волховские, Вольские, Воронкевичи, Воропаевы, Ворощенки, Воскобойниковы, Вощинцовы, Войцеховичи, Войцех-Вержбицкие, Вронские, Вуки, Высоцкие, Вышеславцевы.
- Гаевские, Галаганы, Галицкие, Галецкие, Галузовские, Галчуны, Галеевские, Гамалицкие, Гармаши, Ге, Гельд, Геркены, Гермиани, Герхановские, Гейденрейхи, Гильберты, Глуздовские, Говоруны, Голембатовские, Голобородки, Головачевские, Головачёвы, Головкевичи, Головни, Голяки, Голяховские, Горбань, Горбачёвы, Гордеенки, Гореславские, Горленки, Горовые, Городиские, Городьки, Гороновичи, Горячевы, Гоувальты, Гойденки, Глотовы, Глушаниновы-Родванские, Глебовы, Грановские, Граховские, Грековы, Гржимайлы, Грибовские, Григоровичи, Григорович-Барские, Григоровы, Грицаевы, Гриценко, Грозинские, Громы, Грюнерт, Губаревы, Губчицы, Гудим-Левковичи, Гуковы, Гулевичи, Гундиусы, Гурские, Гуторы.
- Данилевские, Даниловичи, Данченки, Дацевичи, Дащенки, де-Конноры, Дебогорий-Мокриевичи, Дедевичи, Демиденки, Доленг-Ленчовские, Демидовские, Демченки, Демьяновичи, Денисовы, Дергуны, Дерновские, Десятовский-Заблоцкий, Дейнекины, Джулиани, Джуры, Дзыбань, Дияковские, Добровольские, Доброговские, Добронизские, Добросельские, Довгие, Долгие, Долженковы, Домарчуки, Домонтовичи, Доричи, Дороговы, Дорошенко, Драгомировы, Драгневичи, Драчевские, Дроздовские, Дружаевы, Дубенки, Дубины, Дубовские, Дузь-Хотимирские, Дурново, Дьяковские, Дубницкие, Дубровы.
- Евневичи, Ежевские, Езучевские, Езучевские-Савойские, Еньки, Енько-Даровские, Еремеевы, Ермошевские, Ефремовичи.
- Жадкевичи, Ждановичи, Ждан-Пушкины, Животкевичи, Жилы, Житковы, Жуки, Жуковы, Журавские.
- Заборовские, Забудские, Забеллы, Заварицкие, Завацкие, Заворотки, Задохлины, Заики, Закоморные, Закревские, Занаревские, Занкевичи, Занковские, Запрягаевы, Затыркевичи, Заярневские, Звягины, Зеленские, Земские, Злотницкие, Зоричи, Зражевские, Зубовы, Зубовские, Зубрицкие, Зубцовы, Зуб, Зенченки.
- Иванины, Иваницкие-Василенки, Ивановы, Иващенки, Иглины, Измаильские, Имшенецкие, Интельманы, Исаевичи.
- Каврайские, Кадигробы, Каневские, Кладиног, Ковачи, Кайданы, Колодки, Комарницкие, Котляревские, Кореневские, Кравченки, Красницкие, Кричевские, Кролевские, Кулаковские, Купенки, Казанские, Казины, Калатилины, Калачевские, Калиновские, Калугины, Калюжины, Каменецкие, Каминские, Кантуры, Капля, Канцевичи, Карабановские, Карповичи, Карпенки, Карпинские, Карповские, Карпеки, Карсницкие, Карташевские, Карталеи, Качановские, Квицинские, Келембетовы, фон-Келлер, Кениг, Керн, Кибальчичи, Кимвлицкие, Киндо, Кирьятские, Киреевы, Кисель-Загорянские, Китицыны, Клименовы, Климовы, Клица, Клевцовы, Кленусы, Климовичи, Клоченковы, Кобеляцкие, Кобызские, Ковалевские, Ковтуновичи, Козакевичи, Козачинские, Козачков, Козины, Козловы, Козловские, Козадаевы, Коладеевы, Коленки, Колесниковы, Колодкевичи, Коломийцевы, Кольчевские, Комашинские, Комерберги, Конаровские-Саховичи, Конах, Кондратьевы, Кониские, Коноваловы, Констановичи, Константиновы, Кончицы, Корбе, Кореневы, Корнеевы, Коробки, Коровицкие, Корогодовы, Короткевичи, Корсны, Корчесы, Корх, Косачи, Косенки, Косовичи, Костенецкие, Костомахины, Косьяновы, Котковы, Котляровы, Кошелевы, Кошельниковы, Кошубы, Краванны, Крамаренки, Крапивки, Крапковские, Красники, Красовские, Кржисевичи, Кривоносы, Кривошеи, Кринские, Круглики, Крупицкие, Крупянские, Крутьевы, Крушковские, Кужельные, Кузьминские, Куксины, Куксы, Кулябки, Кулябки-Корецкие, Кулешовы, Кумиловские, Куницкие, Куповьяновы, Купчинские, Курбацкие, Курики, Куриленки, Куровские, Кутурьенко, Кущи.
- Лавриненко-Мищенки, Лавриненко, Лопчинские, Лахневичи, Лагоды, Ланцовы, Ларцовы, Лашко, Лащинские, Лайкевичи, Лебедевы, Левченки, Лебеды, Левицкие, Левковичи, Ле-Дюк, Леоновы, Лескевичи, Линдфорсы, Линевичи, Липские, Лисевичи, Лисенки, Лисовские, Лисянские, Литвиновы, Лихачёвы, Лихошерстовы, Лишины-Дудицкие, Лобановские, Лобко-Лобановские, Лободы, Лобысевичи, Лозовские, Ломаки, Ломтьевы, Лопатины, Лосевы, Лотышевы, Лузановы, Лукашевичи, Лукашевские, Лукьяновы-Огнянки, Лусты, Лутаевы, Львовы, Любарские, Любачевы, Любенки, фон-Людвиги, Люткевичи, Ляпинские, Ляшенки, Ляшковские.
- Магденки, Магеровские, Маевские, Макаренки, Макаровичи, Макаровские-Нестеренко, Макаровы, Максимовичи, Максимовские, Максимовы, Малаховы, Малиношевские, Марковские, Милодановичи, Модзолевские, Муренковы, Малашевичи, Маленковы, Малченки, Малюги, Малявины, Мандрики, Манжуреты, Маньковские, Маренцы, Марковичи, Марковы-Виноградские, Марсовы-Тишевские, Мартиковы, Марченки, Масловские, Масюкевичи, Масютины, Мацуты, Мачуговские, Мацкевичи, Медведевы, Мезенцовы, Мекинины, Мельниковы, Меньшиковы, Меркуровы, Мессон, Мещерские, Мизерные, Миклашевичи, Миловичи, Минины, Минич-Минарские, Мироненки, Мисаковские, Мисевские, Мисики, Миславские, Мисниковы, Митаревские, Митькевичи, Михайловские, Михайловы, Михны, Могилки, Мокриевичи (Дебогории-Мокриевичи), Мограцкие, Москальские, Москальцовы, Мотониусы.
- Наврозовы, Наливайки, Нарбуты, Наумовы, Невадовские, Невинские, Невструевы, Неверовские, Немеровичи-Данченки, Несмеяновы, Нестеровичи, Нетят-Батоги, Нехаевские, Нечаевы, Нечаи, Нещереты, Никитины, Николенки, Ничики, Новиковы, Новодворские, Нуджевские.
- Облеуховы, Оболонские, Овсиенки, Овсянниковы, Огиевские, фон-Озаровские, Озеровские, Ольховики, Омелюты, Онопреенки-Шелковые, де-Опагины, Орел, Орловские, Оселедцовы, Оссовские, Остаповские, Острянские, Осташковы, Охременки.
- Павловы, Павлуцкие, Панкевичи, Пановы, Панченки, Панчулидзевы, Парафиевские, Парпуры, Пасенки, Пашковские, Пащенки, Пекалицкие, Пенинские, Пенские, Петрункевичи, Передереи, Перекрестовы, Перемежко-Галичи, Петерсы, Петровские, Петровы, Писаревичи, Подгаецкие, Поволоцкие, Погосские, Подвысоцкие, Подчаские, Пикачевы, Пикусы, Пилины, Пироцкие, Пирские, Плаксины, Плешко, Побуковские, Подгорные, Поздеевы, Покладовы, Покотило, Покорские-Жоравко, Половцовы, Полониские, Поломаренки, Полторацкие, Понатенко, Поповы, Порохонские, Посудевские, Почеки, Прединские, Приймаковы, Пригаровские, Пригары, Придатковы, Прикоты, Протасовы, Проценки, Прудские, Псиолы, Пугачевские, Пугачи, Пузики, Пузыревские, Пузаны-Пузыревские, Пулинцовы, Пушкаренко, Овсеенко, Пущины.
- Радченки, Раевские, Разуменко-Костырки, Ракицкие, Ракочии, Расторгуи, Рачинские, Рашевские, Ревякины, Редины, Редьки, Редькины, Ренненкампфы, Ренчицкие, Репешки, Решетинские, Рейх-Топольницкие, Ригельманы, Рознатовские, фон-Розенбахи, Романовичи, Романовичи-Словатинские, Рубаны, Рубцы, Рудановские, Рудзинские, Рудковские, Руссо-де-Живонн, Рухлядки, Руховы, Рыбальские-Бутевичи, Ральские, Рындовские, Речицкие-Логиновы, Решетниковы.
- Савенки, Савинские, Савицкие, Савченки, Савченко-Бельские, Савичи, Сагнибедовы, Самбикины, Самойловичи, Самоквасовы, Самоцветовы, Саковнины, Салеманы, Салиньяки, Саханские, Свионтницкие, Свирские, Свенцицкие, Светюхи, Сеньковы, Семашки, Семеки, Семеновы, Семплинские, Сердюковы, Серебряковы, Сигаревичи, Силаковы, Силевичи, Силичи, Симановские, Симоновские, Симоновы, Сирокваши, Скаловские, Скандраковы, Скобенки, Скоруппы, Случановские, Слепушкины, Смирновы, Снежковы, Собичевские, Соболевские, Соколиковы, Соколовские, Сологуб, Солодкие, Соломки, Солонины, Сороки, Спащенки-Кич, Спиридоновы, Сребдольские, Стишевские, Страховские, Стрелковы, Старосельские, Стаховичи, Стебаковы, Стеблины, Стебловские, Стефановичи-Стасенки, Стожевские, Стожки, Столицы, Стоцкие, Стражевские, Стратсбургские, Страшковы, Стукаловы, Суздальцовы, Суковы, Сухинины, Сухманевы, Сериковы-Антоновичи.
- Танские, Тарасевичи, Тарасовы, Тарнавские, Телесницкие, Тарнавские, Тихие, Тищенко, Тимецкие, Тимофеевы, Тихоновичи, Товстолесы, Толмачёвы, Толпыги, Томиловские, Тонконоги, Трабши, Травины, Третьяковы, Тризны, Трифановские, Трофимовичи, Трофимовы, Троцкие, Троцкие-Сенютовичи, Трубчениновы, Трусевичи, Трухановы, Тударовские, Тумашенки, Тумковские, Турчины, Тютюнниковы, Туэзовы.
- Улазовские, Улезки, Уманцы, Ушинские.
- Фаль, Фальковские, Федосовы, Федоренки, Федоровичи, Федоровские, Федоровы, Федченки, Филиповские, Филоновы, Филоненко, Фирсовские, Фроловы-Багреевы.
- Ханенки, Хантинские, Халкидонские, Харвичи, Харченки, Хенцынские, Хлыстовы, Хмельниковы, Ходоты, Ходьки, Холодовские, Хоменки, Хотяинцовы, Храмцовы, Храпочевы, Храповицкие, Христиановичи, Худолеи.
- Цветницкие, Цецуры, Цитовичи, Цыклинские, Цуймановы.
- Чарнушевичи, Чайковские, Чеднеские, Чеканы, Чернацкие, Черненко, Чернобродовы, Чернявские, Черняховские, Чечельницкие, Чечирины, Чулковы.
- Шабельские, Шабловские, Шабранские, Шамраевы, Шан-Гиреи, Шапошниковы, Шастовы, Шаулы, Швачки, Швинты, Шеверницкие, Шенгереи, Шепелевы, Шереметьевы, Шечковы, Шидловские, Шингереи, Шихуцкие, Шкляревичи, Шкурины, Шмаровы, Шпаковские, Шпиллеры, Шрамченки, Штиглицы, Штурманы, Шугуровы, Шулешкины, Шульговские, Шульжинские-Савичи, Шумицкие, Шумские-Коверниковы.
- Щербаки, Щербаковы, Щербацкие, Щербы, Щитинские, Щуревичи-Галки, Щуцкие, Энгель, Эргарды, Юнген, Юницкие, Юркевичи, Брченки, Юскевичи-Красковские, Юсухны.
- Ягодовские, Ядрмлы, Якимахи, Якименки, Яковенки, Яковлевы, Якубовичи, Янкосинские, Яновичи, Яновские, Яновы, Яржембские, Ярошевские, Ярошенки, Ясновские, Яснопольские, Ястребовы-Каневские, Яценки.

### III часть
- Адамовичи, Александровичи, Александровы, Алексеевы, Андриевские, Андреевы, Андриевские-Милевские, Анисимовы, Анопреевы, Антоновичи, Армашевские, Аршуковы, Астафьевы, Афендики, Ахматовы.
- Бабенки, Бакуновы, Бабиевские, Базилевичи, Базилевичи-Княжиковские, Бакаи, Бардаковы, Бартоши, Баршевские, Басаковы, Бахири, Бедновы, Безпаловы, Бек, Белецкие, Березовские, Беренштам, Бергштрессеры, Бетулинские, Билевичи, Блаватские, Бобыри, Богуны, Брилевичи, Булкины, Буяльские, Белецкие, Белозёрские, Блохины, Бобарикины, Бобровниковы, Бобруйки, Бовины, Бовы, Богаевские, Богатки, Богдановские, Богдановы, Богомольцы, Богуславские, Бокевичи-Щуковские, Бок, Бордовские, Бордоносы, Борзаковские, Бориско-Юхно, Бороздны, Борсуки, Борщовы, Брайкевичи, Бреднинские, Броведовские, Брюхачевы, Бублики, Бублик-Погорельские, Бугаевские, Бугославские, Будашевские-Левоненки, Будлянские, Булахи, Буруновичи, Бурцовы, Бурые, Буцановы, Быковские, Белоконские, Белофастовы, Белявские.
- Вадовы, Вакулины, Вакуловские, Вальватьевы, Варзары, Василевские, Василенки, Васильчиковы, Величковские, Вербицкие-Антиох, Вершковские, Веснинские, Вейсы, Вильчики, Вишневские, Водопьяновы, Воедилы, Войтенки, Волковичи, Волховские, Волынские, Вольватьевы, Ворниковы, Ворожбиты, Высоцкие.
- Гавриленки, Гавришевы, Гарковенки, Гапоновы, Герасименки, Герасимовские, Гинтеры, Глебовские, Говорецкие, Головахи, Головинские, Гольм, Голубовы, Горбачевские, Гончаревские, Гордеенки, Горовые, Гордиевские, Гордеевы, Грибовские, Гриб, Городисские, Гранкины, Григоровичи, Гриневичи, Гриценки, Губаревские, Губчицы, Гулякины, Гуранды, Гусаковы, Гусаревичи, Гусевы, Гуторы, Гуты.
- Давидвичи, Давидовские, Данилевские, Даниловы, Дараганы, Дасюковы, Дацковы, Демидовские, Демченки, Демчинские, Деревянки, де-Парм, Джунковские, Дзюрковские, Доброволянские, Довкгелы, Домбровские, Дорошенки, Дриневичи, Друкарты, Дубины, Дубницкие, Дубовские, Дуброво, Дьяконовы.
- Евреиновы, Егоровы, Езучевские, Еленевы, Елинские, Еньки, Енько-Даровские, Есикорские, Ефремовы.
- Жайворонковы, Ждановичи, Железки, Жидковы, Жуки, Жукевичи-Чтош.
- Забеллы, Завацкие, Заверюхины, Загорские, Заики, Занкевичи, Затворницкие, Затыркевичи, Зварковские, Зимины, Златковские, Знойки, фон-Зон, Зосимовичи, Зенченки.
- Иванины, Иванишевы, Иваницкие-Василенки, Ивановские, Иващенки, Игнатовские, Ильенки, Ильяшенки, Имшенецкие, Иовец, Иовец-Терещенки, Иценки.
- Казанские, Калинины, Калиновские, Калита, Каллаши, Калугины, Каменецкие, Камельские, Кангер, Каракулины, Карасевы, Каревы, Кармалеевы, Карповичи, Карпинские, Карповские, Карпеки, Катериничи, Кедрины, Кетовы, Кибальчичи, Кизимовские, Кильчевские-Гумильтанские, Китченки, Кириенки, Киселевичи, Кислые, Китченки, Клименки, Книговские, Кноты, Ковалёвы-Рунские, Ковалевские, Ковтуновичи, Козакевичи, Козачинские, Козиковы, Козловские, Козьминские, Коленки, Колмаковы, Коломейцовы, Коломийцы, Колосовские, Колотовы, Комаровские, Компанцы, Кониские, Коноваленки, Константиновичи, Корабчевские, Кордюковы-Мищенские, Корейши, Коржинские, Корниевские, Коробки, Корогодовы, Коронацкие, Короткевичи-Гладкие, Косачи, Косенки, Косовичи, Коссовичи, Косташи, Костенецкие, Костержицкие, Костиевы, Костырки, Костюченки, Котляровы, Котынские, Кохановы, Кошелевы, Кошельниковы, Крамаренки, Краснокутские, Красовские, Крестинские, Крещановские, Криницкие, Крыловские, Кубчинские, Кузьминские, Куклины, Куксины, Кулжинские, Куличенки, Кульчицкие, Кулябки-Корецкие, Курбановские, Курики.
- Лавровские, Лагоды, Ладонки, Лазаревские, Лазаренки, Лайкевичи, Ланге, Лапницкие, Ластовские, Лаузберг, Лащинские, Левитские, Левицкие-Рогаля, Леневичи, Леонтовичи, Лещовы, Ливенцовы, Линевичи, Лисенки, Лисовские, Листовские, Лисянские, Лихошерстовы, Лишкины, Лишофаи, Лопуцкие, Лубченки, Луговские, Лучинские, Лестовничие, Лестушевские, Любинские, Ляшенки, Ляшко.
- Маевские, Мазуревы, Макаренки, Македонские, Маковские, Максимовичи, Макухины, Малаховы, Малукаловы, Малюга, Мармановичи, Мандровские, Марковичи, Марковские, Марковы, Марченки, Масловы, Маховиковы, Мациевские, Медведевы, Мельниковы, Меркуловы, Мешетичи, Мизико-Василевские, Милиевские, Миничи, Мироненки, Митаревские, Митькевичи, Михно, Михеевы, Мицкевичи, Мишуры, Мовчаны, Мокиевские-Зубок, Мокрские, Моласы, Молчановские, Молявки-Высоцкие, Морачевские, Морозовы, Морозы, Москальские, Мотониусы, Мультянские, Мушинские.
- Навроцкие, Навроцкие-Опошанские, Наденки-Синельниковы, Наливайки, Науменки, Неговоровы, Немирович-Данченки, Нестелеи, Нестеровские, Нетяг-Батоги, Никифоровы, Николаенки, Никоновы, Новиковы, Новицкие, фон-Нотбек.
- Оболонские, Овдеенки, Огиевские, Огиевские-Охотские, Окерблом, Олейниковы, Олферьевы, Омельяновичи, Осмаковы, Остаповские, Осьмаки, Охременки.
- Павловские, Пасенки, Пащенки, Пекуры, Перовские, Петровские (дворяне и графы), Петрушевские, Пигаревы, Пикусы, Пилипенки, Писаренко, Пискуновы, Пластуновы-Ковденки, Плиские, Плоские, Плешко, Погодины, Подвысоцкие, Подгайские, Подгорские, Подозовы-Чубковцы, Поды, Познинские, Покотилы, Полдневы, Поломаревы, Полонские, Полторацкие, Полыневы, Пономаревские-Свидерские, Понаревские, Пономарёвы, Поповские, Поповы, Порскаловы, Поцановские, Пошевня, Пояркова, Прасолы, Прединские, Привезионовы, Пригаровские, Пригары, Пригоровские, Прбенки, Прокопенки, Прокоповичи, Промысловы, Пузановы, Пузаны, Пурики, Пучковские, Пушкарёвы.
- Радкевичи, Радченки, Раевские, Разгоновы, Рахинские, Рашевские, Ребровы, Реутские, Реуты, Роговичи, Рогозинские, Рогозины, Родиславские, Ромаскевичи, Росинские, Ростовцовы, Рубаны, Рубисовы, Рубцы, Ргуголи, Рудавские, Рудановские, Рудзинские, Рудины, Рудольфы, Рухлядки, Руцкие, Рымаревы, Рымаренки, Рынловские.
- Савины, Савицкие, Савченки, Садовни, Садовские, Саевские, Сакины, Саковичи, Самовские, Самойленки, Самойловичи, Самчевские, Санковские, Саханские, Сахновские, Сбитневы, Свидерские, Свириденки, Свислотские, Светославские, Святобливо-Коробкины, Семеки, Семеновичи, Семеновские, Семпликевичи, Середы, Сибилевы, Сидоренки, Сидорские, Силевичи, Силичи, Силич-Полянские, Сильчевские, Симоновские, Синдаровские, Скабичевские, Скаржинские, Скачевские, Словатинские, Слуцкие, Случевские, Слюсаревские, Смирновы, Смоленские, Собко, Соболевские, Сокоцкие, Соловьёвы, Сологубы, Соломки, Сорокины, Соховичи, Сочаны, Спановские, Спасские, Сребдольские, Старосельские, Стегайлы, Степановы, Стефановичи-Донцовы, Стеценки, Стоги, Стоколенки, Столицы, Страдомские, Стражевские, Суковы, Сулиевы, Сурины, Сухотины, Сушинские, Седлецкие.
- Танские, Таравиновы, Тарановы, Тарасевичи, Тарасенки, Тарнавские, Телегины, Теффенберги, Тимковские, Тимошевские, Титовы, Ткаченки, Товстолесы, Товстоноги, Томашевские, Томиловичи, Тржемские, Трипольские, Трофименки, Трофимовы, Троцкие-Сенютовичи, Трубаевские, Трубины, Трусевичи, Тупицины, Тупицы, Туриковы, Турчаниновы, Тысины, Тычины.
- Удинцовы, Улазовские, Улезко, Ульрих, Уманцы, Ушинские.
- Фасовцы, Фащ, Федченки, Фененко, Фесенки, Филипповские, Фиалковские.
- Халанские, Ханенки, Хантинские, Хижковские, Хижняковы, Хильковская, Хмарницкие, Хмелевские, Ходкевичи, Ходоровские, Холодовичи, Холодовские, Хоменки, Хоминские, Хорошкевичи, Храпачевы, Христиановы.
- Циммерберг, Цитовичи, Цецурины, Цыклинские.
- Чачки, Чеботкевичи, Чевилянские, Червинские, Черевки, Чернушевичи, Чернявские, Черняховские, Чернивецкие, Чехметьевы, Чинчики, Чугаевские, Чуфаровские.
- Шарко, Шванские, Шендюки, Шендюхи, Шереметовы, Шихуцкие, Шишкевичи, Шишовы, Шияновы, Шкуры, Шликевичи, Шмаковы, Шмигельские, Шпаковские, Шпейер, Шпилиотовы, Шрамченки, Шрейберы, Штранге, Шугаевские, Шуманские-Красножоны, Щербаки, Щербины.
- Юркевичи, Юрковские, Юрловы, Юрченки, Юскевичи-Красковские, Юченки.
- Язучевские, Якимовичи, Якубинские, Янихены, Яновские, Яновы, Ярмаховы, Яровые-Равские, Ярошевицкие, Ясновские, Яценки, Ячные.

### IV часть
- Афендики, Бялоновичи, Котовские, Шираи, Шликевичи.

### V часть
Абашидзе-Горленки князья, Баратовы князья, Барятинские князья, Безбородко светлейший князь, графы и дворяне, фон-Берги бароны, Голицыны князья, Гудовичи графы и дворяне, Долгоруковы князья, Завадовские графы и дворяне, Капнист граф, Клейнмихели графы, Кушелевы-Безбородки графы, Ламздорфы-Галаганы графы, Мусин-Пушкины графы, Прозоровские князья, Разумовские дворяне, графы и светлейший князь, Румянцов-Задунайский граф, Тышкевичи графы, Урусовы князья, Хованская княгиня, Черкасов барон, Шуленбурги графы, Щербатов князь.

### VI часть
- Абалешевы, Азанчевские, Александровичи, Армашевские, Алфёровы, Арцимовичи, Афанасенки.
- Бакуринские, Барановские, Бартошевичи, Бельские, Бироны, Бонч-Бруевичи, Бородухи, Бороздны, Брановицкие-Бароненки, Брешко-Брешковские, Булашевичи.
- Вавравские, Валькевичи, Воейковы, Войцеховичи, Вощинины, Вронские, Высоцкие.
- Галаганы, Галинские, Гамалеи, Глушановские, Горленки, Гортынские, Грембецкие, Гринёвы, Гудим-Левковичи.
- Добржинские, Довгалевские, Довкгелы, Долинские, Домонтовичи, Дроздовские, Дублянские, Дукшто-Душинские, Дунин-Борковские, Дурново.
- Есимонтовские.
- Жилы, Жураковские.
- Закржевские, Зенченки.
- Иваненки, Ивановские, Ивковы, Искрицкие.
- Калинские, Кандибы, Карвольские-Гриневские, Карновичи, Катины, Кейкуатовы князья, Кисели, Кольчевские, Коссовичи, Костомаровы, Коцеиовские, Кочубеи  дворяне, графы, князья, Краевские, Крейчманы, Кривковичи, Кунцевичи, Курдюмовы.
- Лазаревичи, Лашкевичи, Левицкие, Ленские, Лизогубы, Лисаневичи, Лысенки (Лисенки), Литвиновы, Лишины.
- Макаревичи, Маковецкие, Малиновские, Марковичи, Мартыновы, Миклашевские, Милорадовичи дворяне и графы, Молявки, Мосальские-Кошуры, Мухановы.
- Небольсины, Недзвецкие, Немирович-Данченки, Неплюевы, Новицкие.
- Орловские, Остроградские.
- Пироцкие, Подгаевские, Полетики, Полонецкие, Полуботки, Поплавские, Постельниковы.
- Раковичи, Рачинские, Рашевские, Решки, Романовичи, Рославцы, Рубцы, Руткевичи, Савельевы, Савичи, Сагаревы, Сахновские, Свечины, Секерж-Зеньковичи, Селецкие, Сиваи, Скоропадские, Солонины, Ставиские, Степановы, Стороженки, Судзиловские, Судиенки.
- Тарновские, Товстолесы, Тризны, Троцины, Троцкие, Туманские.
- Федоровичи, Фененки, Франковские.
- Ханенки, Хильчевские, Хоменки, Хоржевские.
- Цыдзыки.
- Чарнецкие, Чарнолузские, Чайковские, Череповы, Черкавские, Чижевские.
- Шафонские, Шишкевичи, Шубы, Щегловитовы.
- Эсауленки-Шульги.
- Юркевичи, Юскевичи-Красковские.
- Якимовичи-Кожуховские, Янковские, Яцковские.